# For Better, for Worse (1954)
For Better, for Worse is een Britse filmkomedie uit 1954 onder regie van J. Lee Thompson. In de Verenigde Staten werd de film uitgebracht onder de titel Cocktails in the Kitchen.

## Verhaal
Tony wil graag trouwen met Anne. Haar vader wil pas zijn zegen geven, wanneer Tony een goed onderkomen kan vinden voor zijn bruid. Na lang zoeken neemt het stelletje zijn intrek in een ongerieflijke, veel te kleine flat.

## Rolverdeling
| Acteur            | Personage          |
| ----------------- | ------------------ |
| Dirk Bogarde      | Tony Howard        |
| Susan Stephen     | Anne Purves        |
| Cecil Parker      | Vader van Anne     |
| Eileen Herlie     | Moeder van Anne    |
| Athene Seyler     | Juffrouw Mainbrace |
| Dennis Price      | Debenham           |
| Pia Terri         | Mevrouw Debenham   |
| James Hayter      | Loodgieter         |
| Thora Hird        | Mevrouw Doyle      |
| George Woodbridge | Alf                |
| Charles Victor    | Fred               |
| Sidney James      | Voorman            |
| Peter Jones       | Autoverkoper       |
| Edwin Styles      | Chef van Anne      |
| Mary Law          | Meisje op kantoor  |